# Запрудский замок
Запрудский замок — памятник оборонительного зодчества XIV—XVII в. Расположен около д. Запруды (Кобринский район).

## Описание
Замок состоял из дворца (не сохранился) и оборонительных укреплений: земляных валов с частоколом наверху и водяных рвов. В плане рвы и валы напоминают вписанные один в один прямоугольники, которые с востока имели стороны в виде полудуг, которые сходились в месте въезда в замок. Валы с этой стороны сглажены. Сохранились валы высотой 1,5—2 м и шириной в основании до 4 м. Овраги имеют глубину до 2,5 м и ширину около 5 м.